# 谷山浩子 BEST SELECTION
『谷山浩子 BEST SELECTION』（たにやまひろこ ベストセレクション）は、1983年11月21日に発売された谷山浩子のベストアルバム。レコード盤として発売された最初のベストアルバムである。

## 概要
「お早ようございますの帽子屋さん」から始まる、本作の時期までのキャニオン・レコード（現・ポニーキャニオン）からリリースされたシングルのA面曲を集めている。なお、LP版とCD版ではタイトルが異なり、LP版のタイトルは『谷山浩子』として発売された。CD版はLP版の帯に記載された「谷山浩子 BEST SELECTION」を採用したものと思われる。
LPレコードでリリースされた初のベストアルバムであり（カセットテープでのリリースは本作以前にもなされたことがある）、CDでもベストアルバムとしては最古のものである。LPとCDではリリースの時期にずれがあり、CD版のリリースに当たっては、LP版以降にリリースされたシングルのA面曲を1曲、『水の中のライオン』から3曲の合計4曲が追加収録されている。また、CDのジャケット写真は『水の中のライオン』の時に撮影されたものに差し替えられており、LPのジャケット写真とは異なる。
ちなみに、1990年の『カントリーガール』で「カントリーガール」の初出が『谷山浩子』というアルバムであると記載されているが、これは本作のことを指している（発売年月が「1983年11月」とされている）。

## 再発売
オリジナルベストアルバムではないため、1991年の旧盤再発の際も対象とされていなかったが、本作のために新たにジャケット写真の撮影などが行われているためか、オリジナルアルバムとしてカウントする場合もある。本作以降のLP同梱のディスコグラフィには本作が記載されているが、旧盤再発以降のCDに同梱されたディスコグラフィからは本作は外されている。
1999年のアルバム『僕は鳥じゃない』の帯に「27番目のメッセージ」との記載があるが、これを「『僕は鳥じゃない』が27枚目のアルバムである」と解釈すると、本作を含めなければ計算が合わない。ただし、『僕は鳥じゃない』の前には他にも年代別セレクションのベストアルバム『HIROKO TANIYAMA '70S』が発売されているため、本作ではなくこちらをカウントしている可能性もある。

## 収録曲
1. お早うございますの帽子屋さん
2. 河のほとりに (*)
3. 窓
4. 忘れられた部屋で
5. あやつり人形 (*)
6. 風を追いかけて
7. カントリーガール (*)
8. 夕暮れの街角で (*)1980年のシングルA面版
9. ごめんね (*)
10. てんぷら☆さんらいず (*)
11. サーカス (*)
12. たんぽぽ (*)
13. 風になれ ～みどりのために～ (*)
14. ラ・ラ・ルウ CD版のみ収録
15. たんぽぽ食べて CD版のみ収録
16. ハサミトギを追いかけて CD版のみ収録
17. パステル・ウェザー CD版のみ収録

(*)としたものは、本作でアルバム初収録のバージョン（同時に初CD化でもある）。
- 作曲: 谷山浩子（全曲）
- 作詞: 谷山浩子（8を除く全曲）、泉明子（8）
- 編曲: 萩田光雄（1）、クニ河内・戸塚修（2）、小野崎孝輔（3,4）、ジーノ・メスコリ（5）、瀬尾一三（6）、山川恵津子（7）、ジャン・ムージィ（8）、平野孝幸（9,11）、鳴海寛・山川恵津子（10）、倉田信雄（12）、鷺巣詩郎（13,14）、橋本一子・藤本敦夫（15）、藤本敦夫（16）、岡崎倫典・藤本敦夫（17）